# Harrison Chad
 (juillet 2020).
Si vous disposez d'ouvrages ou d'articles de référence ou si vous connaissez des sites web de qualité traitant du thème abordé ici, merci de compléter l'article en donnant les références utiles à sa vérifiabilité et en les liant à la section « Notes et références ».
Harrison Chad est un acteur américain né le 17 juillet 1992 a New York.

## Filmographie
- 2000-2007 : Dora l'exploratrice
- 2003 : Le Petit Monde de Charlotte 2 : Cardigan l'agneau
- 2004 : Messengers : Michael Richards
- 2005 : Tarzan 2 : Tarzan
- 2018 : Hearts Beat Loud : Jake